# 大浜町 (琉球政府)
大浜町（おおはまちょう）は、かつて琉球政府（現在の沖縄県）八重山郡にあった町。石垣島東部に位置し、町役所は字大浜に置かれた。
1964年に当時同島西部を占めていた石垣市に編入合併され消滅した。

## 沿革
- 明治末期まで - 八重山列島（与那国島を除く）には石垣・大浜・宮良の3つの間切が置かれていた。後の大浜町の町域は、中北部（宮良村・白保村・桃里村・伊原間村・平久保村・野底村・盛山村）が宮良間切[2]、南部（真栄里村・平得村・大浜村）が大浜間切[3]に属していた[1]。
- 1908年（明治41年）4月1日 - 島嶼町村制により八重山列島全域（与那国島を含む）が八重山村となる[4]。
- 1914年（大正3年）4月1日 - 八重山村が4村に再編され、石垣島東部は大浜村となる[4]。
- 1947年（昭和22年）9月20日 - 町に昇格、大浜町となる[5]。
- 1964年（昭和39年）6月1日 - 石垣市に編入合併。これにより石垣島全島が一市となる。大浜町は消滅し、町役所は石垣市役所大浜支所となる[5]。
- 1972年（昭和47年）5月15日 - 本土復帰。大浜支所が大浜出張所となる[6]。
- 2003年（平成15年）4月30日 - 大浜出張所廃止。

## 地域
かつて大浜間切だった地域は★印、宮良間切だった地域は☆印
- 伊良間（いばるま）☆
- 大浜（おおはま）★　町役所所在地
- 白保（しらほ）☆
  - 盛山（もりやま）☆
- 桃里（とうざと）☆
- 野底（のそこ）☆
- 平得（ひらえ）★
- 平久保（ひらくぼ）☆
- 真栄里（まえざと）★
- 宮良（みやら）☆[1]

## 隣接していた自治体
- 石垣市[1]

## 現在の石垣市大浜地域
先島諸島唯一の国道である国道390号は、石垣島内区間の大半が旧大浜町域を通っている。
1997年には、沖縄県八重山支庁（現・沖縄県八重山事務所）が、市の中心部の登野城（旧石垣市域）から真栄里（旧大浜町域）に移転した。2013年に開港した石垣空港は、白保（旧大浜町東部）に位置している。かつての旧石垣空港も真栄里（旧大浜町域）にあり、その跡地には石垣市消防本部、県立八重山病院、石垣市役所が移転している（石垣空港 (初代)#跡地利用参照）。

### 交通
空港
- 石垣空港

道路
- 国道390号
- 沖縄県道79号石垣港伊原間線（主要地方道）
- 沖縄県道87号富野大川線（主要地方道）
- 沖縄県道206号平野伊原間線
- 沖縄県道209号大浜富野線
- 沖縄県道211号新川白保線
- 沖縄県道214号石垣空港線

### 教育
高等学校
- 沖縄県立八重山商工高等学校（日本最南端の高校[9]）

養護学校
- 沖縄県立八重山養護学校

中学校
- 石垣市立大浜中学校
- 石垣市立白保中学校
- 石垣市立伊原間中学校

小学校
- 石垣市立大浜小学校
- 石垣市立白保小学校
- 石垣市立宮良小学校
- 石垣市立平真小学校
- 石垣市立伊野田小学校
- 石垣市立明石小学校
- 石垣市立野底小学校
- 石垣市立平久保小学校

### 主要公共施設
- 沖縄県八重山事務所
- 沖縄県立八重山病院